# Pseudotargionia subcorticis
Pseudotargionia subcorticis är en insektsart som beskrevs av Ben-dov 1972. Pseudotargionia subcorticis ingår i släktet Pseudotargionia och familjen pansarsköldlöss. Inga underarter finns listade i Catalogue of Life.